# Sardinella atricauda
Sardinella atricauda es una especie de pez de la familia Clupeidae en el orden de los Clupeiformes.

## Morfología
Los machos pueden alcanzar 12,6 cm de longitud total.

## Hábitat
Vive en áreas de clima tropical (1 ° N - 9 ° S, 105 ° E - 134 ° E) hasta los 50 m de profundidad.

## Distribución geográfica
Se encuentra en Indonesia.

## Costumbres
Forma bancos en las aguas costeras.